# Skontohallen
Skontohallen är en arena Riga, Lettland, med plats för 6 500 åskådare. Den stod värd för Eurovision Song Contest 2003, och renoverades 2006, inför Ishockey-VM 2006.